# Music to Raise the Dead
Music to Raise the Dead é o segundo lançamento independente em cassete da banda Resurrection Band, lançado em 1974.

## Faixas

### Lado A
1. "Down Baby"
2. "I Can't Help Myself"
3. "Crimson River"
4. "There Will Be Fire"

### Lado B
1. "We Can See"
2. "Better Way"
3. "Growin' Stronger"
4. "The Man I Used to Be"
5. "Quite Enough"

## Créditos
- Glenn Kaiser - Vocal, guitarra
- Wendi Kaiser - Vocal
- Stu Heiss - Guitarra, piano
- Jim Denton - Baixo, vocal de apoio
- John Herrin - Bateria
- Tom Cameron - Harmónica